# Jackson (Californie)
Pour les articles homonymes, voir Jackson.
Jackson est une ville, chef-lieu du comté d'Amador dans l'État de Californie, aux États-Unis. 5 019 personnes y résidaient selon le recensement de 2020. La superficie de la ville est de 9,27 km2.
Jackson fut fondée en 1848 et le campement évolua rapidement et, en plus d'être une destination appréciée pour les chercheurs d'or, c'était aussi un lieu pratique pour s'arrêter sur la route de Sacramento vers les mines du sud. Le camp devint un centre important d'approvisionnement et de transport pour les communautés voisines, et la population avait atteint environ 1 500 habitants dès 1850.

## Démographie
| 1880 | 1910  | 1920  | 1930  | 1940  | 1950  |
| ---- | ----- | ----- | ----- | ----- | ----- |
| 104  | 2 035 | 1 601 | 2 005 | 2 024 | 1 879 |

| 1960  | 1970  | 1980  | 1990  | 2000  | 2010  |
| ----- | ----- | ----- | ----- | ----- | ----- |
| 1 852 | 1 924 | 2 331 | 3 545 | 3 989 | 4 651 |

## Points d'intérêt
- La Mine Kennedy entra en activité en 1860 et était la plus profonde mine d'or d'Amérique du Nord lors de sa fermeture, durant la Seconde Guerre mondiale (1 802 mètres).
- le Magasin de Butte est tout ce qui reste de Butte City, une ville minière prospère des années 1850.